# Critérium du Dauphiné libéré 2000
La 52e édition du Critérium du Dauphiné libéré a lieu du 4 au 11 juin 2000. La course est partie de Grenoble pour arriver à Sallanches. Elle a été remportée par l'Américain Tyler Hamilton de l'équipe US Postal Service.
Lance Armstrong s'est vu retirer après sa retraite sportive le bénéfice des résultats obtenus à partir du mois d'août 1998, en raison de plusieurs infractions à la réglementation antidopage, révélées par l'Agence américaine antidopage (USADA). Sa troisième place et sa victoire d’étape lui sont donc retirées.

## Présentation

### Équipes
Quatorze équipes participent au Critérium du Dauphiné.
| Groupes sportifs I (9)- AG2R Prévoyance - Banesto - Cofidis-Le Crédit par Téléphone - Festina - Kelme-Costa Blanca - La Française des jeux - Lotto-Adecco - ONCE-Deutsche Bank - US Postal Service Groupes sportifs II (5)- BigMat-Auber 93 - Bonjour-Toupargel - Crédit Agricole - Euskaltel-Euskadi - Jean Delatour |
| |

### Principaux coureurs
L'épreuve faisant office de préparation pour le Tour de France, on retrouve au départ de la course plusieurs prétendants au classement général de la grande boucle. Les deux premiers de l'édition 1999, l'Américain Lance Armstrong (US Postal Service) et le Suisse Alex Zülle (Banesto) sont tous les deux présents. Sont également au départ les deux leaders de l'équipe Festina, le Français Christophe Moreau et l'Espagnol Joseba Beloki.
Par contre, le tenant du titre, le Kazakhstanais Alexandre Vinokourov qui a rejoint pendant l'intersaison l'équipe Allemande Deutsche Telekom n'est pas présent.

## Étapes
| Étape     | Date    | Villes étapes                            | type                        | Distance (km) | Vainqueur d'étape       | Leader du classement général |
| --------- | ------- | ---------------------------------------- | --------------------------- | ------------- | ----------------------- | ---------------------------- |
| Prologue  | 4 juin  | Grenoble – Grenoble                      | prologue                    | 3,6           | Alberto López de Munain | Alberto López de Munain      |
| 1re étape | 5 juin  | Grenoble – Lyon                          | étape vallonnée             | 189           | Frédéric Guesdon        | Alberto López de Munain      |
| 2e étape  | 6 juin  | Châtillon-sur-Chalaronne – Saint-Étienne | étape vallonnée             | 210           | Fabrice Gougot          | Alberto López de Munain      |
| 3e étape  | 7 juin  | Saint-Étienne – Saint-Chamond            | contre-la-montre individuel | 35,7          | Lance Armstrong         | Lance Armstrong              |
| 4e étape  | 8 juin  | Romans-sur-Isère – mont Ventoux          | étape de montagne           | 159           | Tyler Hamilton          | Haimar Zubeldia              |
| 5e étape  | 9 juin  | Beaumes-de-Venise – Digne-les-Bains      | étape de montagne           | 201           | Tyler Hamilton          | Tyler Hamilton               |
| 6e étape  | 10 juin | Digne-les-Bains – Briançon               | étape de montagne           | 218           | Íñigo Cuesta            | Tyler Hamilton               |
| 7e étape  | 11 juin | Saint-Jean-de-Maurienne – Sallanches     | étape de moyenne montagne   | 147           | Laurent Jalabert        | Tyler Hamilton               |

## Classements par étapes

### Prologue
Le prologue de cette édition du Critérium du Dauphiné libéré est tracé dans les rues de la ville de Grenoble et sur une distance de trois kilomètres et 600 mètres. Il voit la victoire de l'Espagnol Alberto López de Munain (Euskaltel-Euskadi). Avec un temps inférieur à neuf minutes, il devance de onze secondes l'un des grands favoris de l'épreuve l'Américain Lance Armstrong (US Postal Service) et de seize secondes son compatriote José María Jiménez (Banesto). Le premier leader du classement général est également leader du classement par points, du classement de la montagne et du classement du combiné.
| \| Classement de l'étape \| Classement de l'étape \| Classement de l'étape \| Classement de l'étape \| Classement de l'étape \| \| Coureur \| Coureur \| Pays \| Équipe \| Temps \| \| --------------------- \| ----------------------- \| --------------------- \| --------------------- \| --------------------- \| \| 1er \| Alberto López de Munain \| Espagne \| Euskaltel-Euskadi \| 8 min 54 s \| \| 2e \| Lance Armstrong \| États-Unis \| US Postal Service \| DQ \| \| 3e \| José María Jiménez \| Espagne \| Banesto \| + 16 s \| \| 4e \| Alex Zülle \| Suisse \| Banesto \| + 17 s \| \| 5e \| Haimar Zubeldia \| Espagne \| Euskaltel-Euskadi \| + 18 s \| \| 6e \| Laurent Jalabert \| France \| ONCE-Deutsche Bank \| + 18 s \| \| 7e \| Miguel Ángel Peña \| Espagne \| ONCE-Deutsche Bank \| + 23 s \| \| 8e \| Tyler Hamilton \| États-Unis \| US Postal Service \| + 24 s \| \| 9e \| Joseba Beloki \| Espagne \| Festina \| + 27 s \| \| 10e \| Mikel Pradera \| Espagne \| Euskaltel-Euskadi \| + 30 s \| |                         |            |                    |            |
| |                         |            |                    |            |
| |                         |            |                    |            |
| Classement de l'étape |                         |            |                    |            |
| Coureur | Coureur                 | Pays       | Équipe             | Temps      |
| 1er | Alberto López de Munain | Espagne    | Euskaltel-Euskadi  | 8 min 54 s |
| 2e | Lance Armstrong         | États-Unis | US Postal Service  | DQ         |
| 3e | José María Jiménez      | Espagne    | Banesto            | + 16 s     |
| 4e | Alex Zülle              | Suisse     | Banesto            | + 17 s     |
| 5e | Haimar Zubeldia         | Espagne    | Euskaltel-Euskadi  | + 18 s     |
| 6e | Laurent Jalabert        | France     | ONCE-Deutsche Bank | + 18 s     |
| 7e | Miguel Ángel Peña       | Espagne    | ONCE-Deutsche Bank | + 23 s     |
| 8e | Tyler Hamilton          | États-Unis | US Postal Service  | + 24 s     |
| 9e | Joseba Beloki           | Espagne    | Festina            | + 27 s     |
| 10e | Mikel Pradera           | Espagne    | Euskaltel-Euskadi  | + 30 s     |

| \| Classement général \| Classement général \| Classement général \| Classement général \| Classement général \| \| Coureur \| Coureur \| Pays \| Équipe \| Temps \| \| ------------------ \| ----------------------- \| ------------------ \| ------------------ \| ------------------ \| \| 1er \| Alberto López de Munain \| Espagne \| Euskaltel-Euskadi \| 8 min 54 s \| \| 2e \| Lance Armstrong \| États-Unis \| US Postal Service \| DQ \| \| 3e \| José María Jiménez \| Espagne \| Banesto \| + 16 s \| \| 4e \| Alex Zülle \| Suisse \| Banesto \| + 17 s \| \| 5e \| Haimar Zubeldia \| Espagne \| Euskaltel-Euskadi \| + 18 s \| \| 6e \| Laurent Jalabert \| France \| ONCE-Deutsche Bank \| + 18 s \| \| 7e \| Miguel Ángel Peña \| Espagne \| ONCE-Deutsche Bank \| + 23 s \| \| 8e \| Tyler Hamilton \| États-Unis \| US Postal Service \| + 24 s \| \| 9e \| Joseba Beloki \| Espagne \| Festina \| + 27 s \| \| 10e \| Mikel Pradera \| Espagne \| Euskaltel-Euskadi \| + 30 s \| |                         |            |                    |            |
| |                         |            |                    |            |
| |                         |            |                    |            |
| Classement général |                         |            |                    |            |
| Coureur | Coureur                 | Pays       | Équipe             | Temps      |
| 1er | Alberto López de Munain | Espagne    | Euskaltel-Euskadi  | 8 min 54 s |
| 2e | Lance Armstrong         | États-Unis | US Postal Service  | DQ         |
| 3e | José María Jiménez      | Espagne    | Banesto            | + 16 s     |
| 4e | Alex Zülle              | Suisse     | Banesto            | + 17 s     |
| 5e | Haimar Zubeldia         | Espagne    | Euskaltel-Euskadi  | + 18 s     |
| 6e | Laurent Jalabert        | France     | ONCE-Deutsche Bank | + 18 s     |
| 7e | Miguel Ángel Peña       | Espagne    | ONCE-Deutsche Bank | + 23 s     |
| 8e | Tyler Hamilton          | États-Unis | US Postal Service  | + 24 s     |
| 9e | Joseba Beloki           | Espagne    | Festina            | + 27 s     |
| 10e | Mikel Pradera           | Espagne    | Euskaltel-Euskadi  | + 30 s     |

### 1reétape

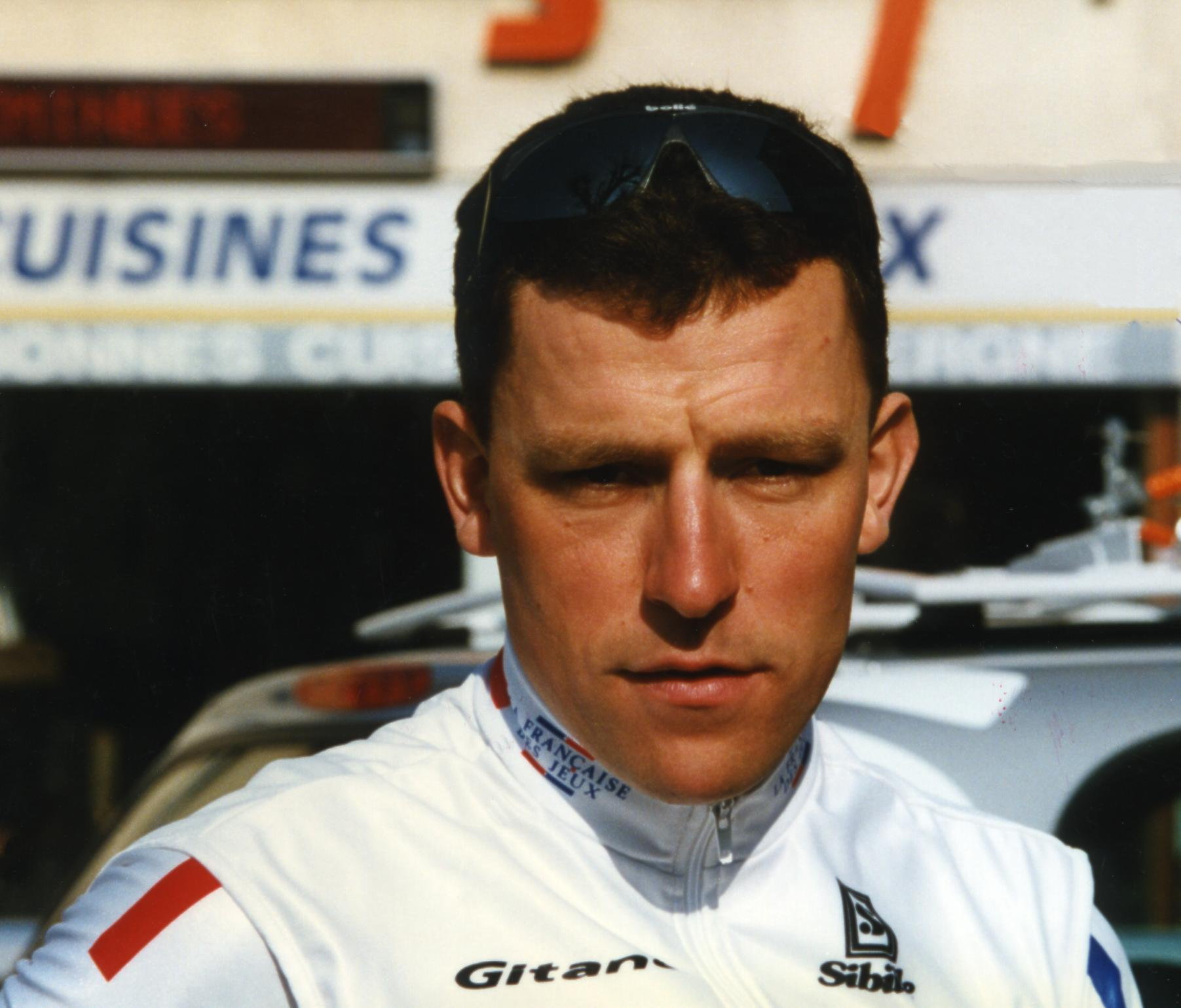
Frédéric Guesdon lors du Paris-Nice 1997, remporte la 1re étape en ligne.

La première étape en ligne de cette édition se déroule entre les villes de Grenoble dans l'Isère et Lyon (Rhône) sur une distance de 189 kilomètres.
La course démarre et rapidement cinq coureurs s'échappent et prennent jusqu'à plus de six minutes d'avance sur le peloton à soixante kilomètres de l'arrivée. On retrouve à l'avant les Français Fabrice Gougot (Crédit Agricole), David Lefèvre (Cofidis) et Frédéric Guesdon (La Française des jeux, le Lituanien Arturas Kasputis (AG2R Prévoyance) et le Russe Alexei Sivakov (	BigMat-Auber 93). Alors que l'équipe Euskaltel-Euskadi du leader espagnol Alberto López de Munain roule en tête du peloton, l'écart diminue. Guesdon, Gougot et Sivakov se retrouvent à l'avant et possèdent toujours un peu plus de 30 secondes à deux kilomètres de l'arrivée. Guesdon règle ses compagnons d'échappés, dans l'ordre Gougot et Sivakov en conservant quatre secondes sur le gros du peloton réglé pour la quatrième place par David Etxebarria (ONCE-Deutsche Bank).
Arrivé au sein du peloton, Alberto López de Munain conserve le maillot jaune à barre bleu de leader du classement général. Il devance toujours l'Américain Lance Armstrong (US Postal Service) de onze secondes et son compatriote José María Jiménez (Banesto) de seize. Il conserve également le maillot rouge à pois blancs de leader du classement de la montagne et le maillot blanc de leader du classement du combiné. Concernant le maillot vert du classement par points, c'est logiquement le vainqueur de l'étape du jour  Frédéric Guesdon qui le portera lors de l'étape du lendemain.
| \| Classement de l'étape \| Classement de l'étape \| Classement de l'étape \| Classement de l'étape \| Classement de l'étape \| \| Coureur \| Coureur \| Pays \| Équipe \| Temps \| \| --------------------- \| --------------------- \| --------------------- \| --------------------- \| --------------------- \| \| 1er \| Frédéric Guesdon \| France \| La Française des jeux \| 4 h 33 min 56 s \| \| 2e \| Fabrice Gougot \| France \| Crédit Agricole \| + 0 s \| \| 3e \| Alexei Sivakov \| Russie \| BigMat-Auber 93 \| + 2 s \| \| 4e \| David Etxebarria \| Espagne \| ONCE-Deutsche Bank \| + 4 s \| \| 5e \| Artūras Kasputis \| Lituanie \| AG2R Prévoyance \| + 4 s \| \| 6e \| Sébastien Hinault \| France \| Crédit Agricole \| + 4 s \| \| 7e \| Laurent Brochard \| France \| Jean Delatour \| + 4 s \| \| 8e \| Bobby Julich \| États-Unis \| Crédit Agricole \| + 4 s \| \| 9e \| Christophe Moreau \| France \| Festina \| + 4 s \| \| 10e \| Patrice Halgand \| France \| Jean Delatour \| + 4 s \| |                   |            |                       |                 |
| |                   |            |                       |                 |
| |                   |            |                       |                 |
| Classement de l'étape |                   |            |                       |                 |
| Coureur | Coureur           | Pays       | Équipe                | Temps           |
| 1er | Frédéric Guesdon  | France     | La Française des jeux | 4 h 33 min 56 s |
| 2e | Fabrice Gougot    | France     | Crédit Agricole       | + 0 s           |
| 3e | Alexei Sivakov    | Russie     | BigMat-Auber 93       | + 2 s           |
| 4e | David Etxebarria  | Espagne    | ONCE-Deutsche Bank    | + 4 s           |
| 5e | Artūras Kasputis  | Lituanie   | AG2R Prévoyance       | + 4 s           |
| 6e | Sébastien Hinault | France     | Crédit Agricole       | + 4 s           |
| 7e | Laurent Brochard  | France     | Jean Delatour         | + 4 s           |
| 8e | Bobby Julich      | États-Unis | Crédit Agricole       | + 4 s           |
| 9e | Christophe Moreau | France     | Festina               | + 4 s           |
| 10e | Patrice Halgand   | France     | Jean Delatour         | + 4 s           |

| \| Classement général \| Classement général \| Classement général \| Classement général \| Classement général \| \| Coureur \| Coureur \| Pays \| Équipe \| Temps \| \| ------------------ \| ----------------------- \| ------------------ \| ------------------ \| ------------------ \| \| 1er \| Alberto López de Munain \| Espagne \| Euskaltel-Euskadi \| 4 h 42 min 56 s \| \| 2e \| Lance Armstrong \| États-Unis \| US Postal Service \| DQ \| \| 3e \| José María Jiménez \| Espagne \| Banesto \| + 17 s \| \| 4e \| Alex Zülle \| Suisse \| Banesto \| + 17 s \| \| 5e \| Haimar Zubeldia \| Espagne \| Euskaltel-Euskadi \| + 18 s \| \| 6e \| Laurent Jalabert \| France \| ONCE-Deutsche Bank \| + 18 s \| \| 7e \| Miguel Ángel Peña \| Espagne \| ONCE-Deutsche Bank \| + 23 s \| \| 8e \| Tyler Hamilton \| États-Unis \| US Postal Service \| + 24 s \| \| 9e \| Joseba Beloki \| Espagne \| Festina \| + 27 s \| \| 10e \| Mikel Pradera \| Espagne \| Euskaltel-Euskadi \| + 30 s \| |                         |            |                    |                 |
| |                         |            |                    |                 |
| |                         |            |                    |                 |
| Classement général |                         |            |                    |                 |
| Coureur | Coureur                 | Pays       | Équipe             | Temps           |
| 1er | Alberto López de Munain | Espagne    | Euskaltel-Euskadi  | 4 h 42 min 56 s |
| 2e | Lance Armstrong         | États-Unis | US Postal Service  | DQ              |
| 3e | José María Jiménez      | Espagne    | Banesto            | + 17 s          |
| 4e | Alex Zülle              | Suisse     | Banesto            | + 17 s          |
| 5e | Haimar Zubeldia         | Espagne    | Euskaltel-Euskadi  | + 18 s          |
| 6e | Laurent Jalabert        | France     | ONCE-Deutsche Bank | + 18 s          |
| 7e | Miguel Ángel Peña       | Espagne    | ONCE-Deutsche Bank | + 23 s          |
| 8e | Tyler Hamilton          | États-Unis | US Postal Service  | + 24 s          |
| 9e | Joseba Beloki           | Espagne    | Festina            | + 27 s          |
| 10e | Mikel Pradera           | Espagne    | Euskaltel-Euskadi  | + 30 s          |

### 2eétape
La deuxième étape se déroule entre les villes de Châtillon-sur-Chalaronne dans l'Ain et Saint-Étienne dans le département de la Loire et sur une distance de 210 kilomètres.
La course démarre très rapidement et c'est seulement au bout d'une heure et demie que l'échappée prend forme. On retrouve notamment à l'avant le Français Fabrice Gougot (Crédit Agricole), déjà deuxième de l'étape de la veille, son coéquipier l'Allemand Jens Voigt, ses compatriotes Laurent Desbiens (Cofidis-Le Crédit par Téléphone) et Pascal Chanteur (AG2R Prévoyance) ainsi que l'Espagnol César Solaun (Banesto).
Les premiers cols de l'édition sont franchis au cours de cette étape avec notamment le Col du Fayet et le Col de la Croix de Chaubouret. C'est lors de cette deuxième ascension que la course se décante avec les deux coureurs de l'équipe Crédit Agricole qui s'échappe. A 16 kilomètres de l'arrivée, Gougot se retrouve seul et rejoigne la ligne d'arrivée en vainqueur avec treize secondes d'avance sur Voigt et vingt secondes sur Solaun qui règle le peloton devant Christophe Moreau (Festina).
Arrivé au sein du peloton, Alberto López de Munain (Euskaltel-Euskadi) conserve le maillot jaune à barre bleue de leader du classement général. Il devance toujours l'Américain Lance Armstrong (US Postal Service) de onze secondes et son compatriote José María Jiménez (Banesto) de dix-sept. Il conserve également le maillot blanc de leader du classement du combiné alors qu'il abandonne le maillot rouge à pois blancs de leader du classement de la montagne au vainqueur de l'étape, Gougot. Ce dernier s'empare également du maillot vert du classement par points au détriment de Frédéric Guesdon (La Française des jeux).
| \| Classement de l'étape \| Classement de l'étape \| Classement de l'étape \| Classement de l'étape \| Classement de l'étape \| \| Coureur \| Coureur \| Pays \| Équipe \| Temps \| \| --------------------- \| --------------------- \| --------------------- \| ------------------------------- \| --------------------- \| \| 1er \| Fabrice Gougot \| France \| Crédit Agricole \| 5 h 04 min 51 s \| \| 2e \| Jens Voigt \| Allemagne \| Crédit Agricole \| + 13 s \| \| 3e \| César Solaun \| Espagne \| Banesto \| + 20 s \| \| 4e \| Christophe Moreau \| France \| Festina \| + 20 s \| \| 5e \| Laurent Brochard \| France \| Jean Delatour \| + 20 s \| \| 6e \| David Etxebarria \| Espagne \| ONCE-Deutsche Bank \| + 20 s \| \| 7e \| Alexei Sivakov \| Russie \| BigMat-Auber 93 \| + 20 s \| \| 8e \| Giuseppe Di Grande \| Italie \| Festina \| + 20 s \| \| 9e \| David Millar \| Royaume-Uni \| Cofidis-Le Crédit par Téléphone \| + 20 s \| \| 10e \| Sébastien Hinault \| France \| Crédit Agricole \| + 20 s \| |                    |             |                                 |                 |
| |                    |             |                                 |                 |
| |                    |             |                                 |                 |
| Classement de l'étape |                    |             |                                 |                 |
| Coureur | Coureur            | Pays        | Équipe                          | Temps           |
| 1er | Fabrice Gougot     | France      | Crédit Agricole                 | 5 h 04 min 51 s |
| 2e | Jens Voigt         | Allemagne   | Crédit Agricole                 | + 13 s          |
| 3e | César Solaun       | Espagne     | Banesto                         | + 20 s          |
| 4e | Christophe Moreau  | France      | Festina                         | + 20 s          |
| 5e | Laurent Brochard   | France      | Jean Delatour                   | + 20 s          |
| 6e | David Etxebarria   | Espagne     | ONCE-Deutsche Bank              | + 20 s          |
| 7e | Alexei Sivakov     | Russie      | BigMat-Auber 93                 | + 20 s          |
| 8e | Giuseppe Di Grande | Italie      | Festina                         | + 20 s          |
| 9e | David Millar       | Royaume-Uni | Cofidis-Le Crédit par Téléphone | + 20 s          |
| 10e | Sébastien Hinault  | France      | Crédit Agricole                 | + 20 s          |

| \| Classement général \| Classement général \| Classement général \| Classement général \| Classement général \| \| Coureur \| Coureur \| Pays \| Équipe \| Temps \| \| ------------------ \| ----------------------- \| ------------------ \| ------------------ \| ------------------ \| \| 1er \| Alberto López de Munain \| Espagne \| Euskaltel-Euskadi \| 9 h 48 min 07 s \| \| 2e \| Lance Armstrong \| États-Unis \| US Postal Service \| + 11 s \| \| 3e \| José María Jiménez \| Espagne \| Banesto \| + 17 s \| \| 4e \| Alex Zülle \| Suisse \| Banesto \| + 17 s \| \| 5e \| Haimar Zubeldia \| Espagne \| Euskaltel-Euskadi \| + 18 s \| \| 6e \| Laurent Jalabert \| France \| ONCE-Deutsche Bank \| + 18 s \| \| 7e \| Miguel Ángel Peña \| Espagne \| ONCE-Deutsche Bank \| + 23 s \| \| 8e \| Tyler Hamilton \| États-Unis \| US Postal Service \| + 24 s \| \| 9e \| Joseba Beloki \| Espagne \| Festina \| + 27 s \| \| 10e \| Fabrice Gougot \| France \| Crédit Agricole \| + 28 s \| |                         |            |                    |                 |
| |                         |            |                    |                 |
| |                         |            |                    |                 |
| Classement général |                         |            |                    |                 |
| Coureur | Coureur                 | Pays       | Équipe             | Temps           |
| 1er | Alberto López de Munain | Espagne    | Euskaltel-Euskadi  | 9 h 48 min 07 s |
| 2e | Lance Armstrong         | États-Unis | US Postal Service  | + 11 s          |
| 3e | José María Jiménez      | Espagne    | Banesto            | + 17 s          |
| 4e | Alex Zülle              | Suisse     | Banesto            | + 17 s          |
| 5e | Haimar Zubeldia         | Espagne    | Euskaltel-Euskadi  | + 18 s          |
| 6e | Laurent Jalabert        | France     | ONCE-Deutsche Bank | + 18 s          |
| 7e | Miguel Ángel Peña       | Espagne    | ONCE-Deutsche Bank | + 23 s          |
| 8e | Tyler Hamilton          | États-Unis | US Postal Service  | + 24 s          |
| 9e | Joseba Beloki           | Espagne    | Festina            | + 27 s          |
| 10e | Fabrice Gougot          | France     | Crédit Agricole    | + 28 s          |

### 3eétape
La troisième étape se déroule sous la forme d'un contre-la-montre individuel disputé entre les villes de Saint-Étienne et Saint-Chamond, toutes deux membres du département de la Loire et sur une distance de 35,7 kilomètres.
L'Américain Lance Armstrong (US Postal Service, grand favori de l'épreuve remporte cette étape. Il devance l'Espagnol Haimar Zubeldia (Équipe cycliste Euskaltel-Euskadi (1994-2013)) de 21 secondes et son coéquipier et compatriote Tyler Hamilton. Parmi les autres favoris de l'étape, on retrouve Abraham Olano (ONCE-Deutsche Bank) septième derrière Bobby Julich (Crédit Agricole), Joseba Beloki (équipe cycliste Festina) et David Millar (Cofidis-Le Crédit par Téléphone), le Suisse Alex Zülle (Banesto) huitième ou encore le Français Laurent Jalabert (ONCE-Deutsche Bank) douzième malgré une chute survenu en début l'étape.
Au classement général, Armstrong s'empare logement de la tunique jaune à barre bleue de leader du classement général devant ses deux dauphins du jour, Zubeldia (à 28 secondes) et Hamilton (à 45 secondes).
| \| Classement de l'étape \| Classement de l'étape \| Classement de l'étape \| Classement de l'étape \| Classement de l'étape \| \| Coureur \| Coureur \| Pays \| Équipe \| Temps \| \| --------------------- \| --------------------- \| --------------------- \| ------------------------------- \| --------------------- \| \| 1er \| Lance Armstrong \| États-Unis \| US Postal Service \| DQ \| \| 2e \| Haimar Zubeldia \| Espagne \| Euskaltel-Euskadi \| + 21 s \| \| 3e \| Tyler Hamilton \| États-Unis \| US Postal Service \| + 31 s \| \| 4e \| Joseba Beloki \| Espagne \| Festina \| + 58 s \| \| 5e \| David Millar \| Royaume-Uni \| Cofidis-Le Crédit par Téléphone \| + 1 min 00 s \| \| 6e \| Bobby Julich \| États-Unis \| Crédit Agricole \| + 1 min 23 s \| \| 7e \| Abraham Olano \| Espagne \| ONCE-Deutsche Bank \| + 1 min 33 s \| \| 8e \| Alex Zülle \| Suisse \| Banesto \| + 1 min 41 s \| \| 9e \| Christophe Moreau \| France \| Festina \| + 1 min 43 s \| \| 10e \| Jonathan Vaughters \| États-Unis \| Crédit Agricole \| + 2 min 02 s \| |                    |             |                                 |              |
| |                    |             |                                 |              |
| |                    |             |                                 |              |
| Classement de l'étape |                    |             |                                 |              |
| Coureur | Coureur            | Pays        | Équipe                          | Temps        |
| 1er | Lance Armstrong    | États-Unis  | US Postal Service               | DQ           |
| 2e | Haimar Zubeldia    | Espagne     | Euskaltel-Euskadi               | + 21 s       |
| 3e | Tyler Hamilton     | États-Unis  | US Postal Service               | + 31 s       |
| 4e | Joseba Beloki      | Espagne     | Festina                         | + 58 s       |
| 5e | David Millar       | Royaume-Uni | Cofidis-Le Crédit par Téléphone | + 1 min 00 s |
| 6e | Bobby Julich       | États-Unis  | Crédit Agricole                 | + 1 min 23 s |
| 7e | Abraham Olano      | Espagne     | ONCE-Deutsche Bank              | + 1 min 33 s |
| 8e | Alex Zülle         | Suisse      | Banesto                         | + 1 min 41 s |
| 9e | Christophe Moreau  | France      | Festina                         | + 1 min 43 s |
| 10e | Jonathan Vaughters | États-Unis  | Crédit Agricole                 | + 2 min 02 s |

| \| Classement général \| Classement général \| Classement général \| Classement général \| Classement général \| \| Coureur \| Coureur \| Pays \| Équipe \| Temps \| \| ------------------ \| ------------------ \| ------------------ \| ------------------------------- \| ------------------ \| \| 1er \| Lance Armstrong \| États-Unis \| US Postal Service \| DQ \| \| 2e \| Haimar Zubeldia \| Espagne \| Euskaltel-Euskadi \| + 28 s \| \| 3e \| Tyler Hamilton \| États-Unis \| US Postal Service \| + 45 s \| \| 4e \| Joseba Beloki \| Espagne \| Festina \| + 1 min 15 s \| \| 5e \| David Millar \| Royaume-Uni \| Cofidis-Le Crédit par Téléphone \| + 1 min 25 s \| \| 6e \| Alex Zülle \| Suisse \| Banesto \| + 1 min 48 s \| \| 7e \| Laurent Jalabert \| France \| ONCE-Deutsche Bank \| + 2 min 14 s \| \| 8e \| Miguel Ángel Peña \| Espagne \| ONCE-Deutsche Bank \| + 2 min 17 s \| \| 9e \| Bobby Julich \| États-Unis \| Crédit Agricole \| + 2 min 17 s \| \| 10e \| Abraham Olano \| Espagne \| ONCE-Deutsche Bank \| + 2 min 21 s \| |                   |             |                                 |              |
| |                   |             |                                 |              |
| |                   |             |                                 |              |
| Classement général |                   |             |                                 |              |
| Coureur | Coureur           | Pays        | Équipe                          | Temps        |
| 1er | Lance Armstrong   | États-Unis  | US Postal Service               | DQ           |
| 2e | Haimar Zubeldia   | Espagne     | Euskaltel-Euskadi               | + 28 s       |
| 3e | Tyler Hamilton    | États-Unis  | US Postal Service               | + 45 s       |
| 4e | Joseba Beloki     | Espagne     | Festina                         | + 1 min 15 s |
| 5e | David Millar      | Royaume-Uni | Cofidis-Le Crédit par Téléphone | + 1 min 25 s |
| 6e | Alex Zülle        | Suisse      | Banesto                         | + 1 min 48 s |
| 7e | Laurent Jalabert  | France      | ONCE-Deutsche Bank              | + 2 min 14 s |
| 8e | Miguel Ángel Peña | Espagne     | ONCE-Deutsche Bank              | + 2 min 17 s |
| 9e | Bobby Julich      | États-Unis  | Crédit Agricole                 | + 2 min 17 s |
| 10e | Abraham Olano     | Espagne     | ONCE-Deutsche Bank              | + 2 min 21 s |

### 4eétape
La quatrième étape de cette édition du Critérium du Dauphiné libéré est tracée entre la ville de Romans-sur-Isère située dans le département de la Drôme et le sommet du Mont Ventoux dans le Vaucluse. Cette étape sert également de répétition pour la 12e étape du Tour de France qui se terminera également au sommet du "Géant de Provence".
Six coureurs partent en début d'étape. On retrouve à l'avant trois Français, Christophe Bassons (Jean Delatour), Franck Renier (Bonjour) et Stéphane Heulot (La Française des jeux) et trois Russes avec Alexei Sivakov (BigMat-Auber 93), Alexandre Botcharov (AG2R Prévoyance) et Denis Menchov (Banesto). Ils possèdent jusqu'à six minutes à 50 kilomètres de l'arrivée mais leur avance diminue jusqu'à deux minutes au début de l'ascension finale.
Dans l'ascension, les favoris se découvrent et un groupe composé de Laurent Brochard (Jean Delatour), Abraham Olano, Laurent Jalabert, Peter Luttenberger (ONCE-Deutsche Bank), Lance Armstrong, Tyler Hamilton (US Postal Service), Andrei Kivilev (AG2R Prévoyance), Bobby Julich, Jonathan Vaughters (Crédit Agricole), Kurt Van de Wouwer (Lotto-Adecco), Ramón González Arrieta, Haimar Zubeldia (Euskaltel-Euskadi) et Alex Zülle (Banesto). Après plusieurs attaques de l'Américain Jonathan Vaughters, il ne reste plus que cinq coureurs dans le groupe de tête à quatre kilomètres de l'arrivée (Hamilton, Van de Wouwer, Vaughters, Zubeldia et Zulle). Après une dernière attaque dans les derniers kilomètres, Tyler Hamilton part définitivement et franchi la ligne d'arrivée en vainqueur. Il conserve quatre secondes sur le Suisse Alex Zülle et sept sur le Belge Kurt Van de Wouwer.
Sixième de l'étape à 14 secondes du vainqueur, Haimar Zubeldia s'empare du maillot jaune à barre bleue de leader du classement général, seulement trois secondes devant son dauphin, Tyler Hamilton. L'ancien leader Lance Armstrong se retrouve troisième à un peu plus de 50 secondes. Au niveau des classements annexes, Alex Zülle (Banesto) s'empare du maillot rouge à pois blancs de leader du classement de la montagne au détriment du Français Fabrice Gougot (Crédit Agricole). Ce dernier conserve cependant le maillot vert de leader du classement par points.
| \| Classement de l'étape \| Classement de l'étape \| Classement de l'étape \| Classement de l'étape \| Classement de l'étape \| \| Coureur \| Coureur \| Pays \| Équipe \| Temps \| \| --------------------- \| ---------------------- \| --------------------- \| --------------------- \| --------------------- \| \| 1er \| Tyler Hamilton \| États-Unis \| US Postal Service \| 4 h 21 min 26 s \| \| 2e \| Alex Zülle \| Suisse \| Banesto \| + 4 s \| \| 3e \| Kurt Van de Wouwer \| Belgique \| Lotto-Adecco \| + 7 s \| \| 4e \| Jonathan Vaughters \| États-Unis \| Crédit Agricole \| + 9 s \| \| 5e \| Andrei Kivilev \| Kazakhstan \| AG2R Prévoyance \| + 11 s \| \| 6e \| Haimar Zubeldia \| Espagne \| Euskaltel-Euskadi \| + 14 s \| \| 7e \| Ramón González Arrieta \| Espagne \| Euskaltel-Euskadi \| + 40 s \| \| 8e \| Peter Luttenberger \| Autriche \| ONCE-Deutsche Bank \| + 1 min 00 s \| \| 9e \| Christophe Moreau \| France \| Festina \| + 1 min 02 s \| \| 10e \| Sébastien Demarbaix \| Belgique \| Lotto-Adecco \| + 1 min 04 s \| |                        |            |                    |                 |
| |                        |            |                    |                 |
| |                        |            |                    |                 |
| Classement de l'étape |                        |            |                    |                 |
| Coureur | Coureur                | Pays       | Équipe             | Temps           |
| 1er | Tyler Hamilton         | États-Unis | US Postal Service  | 4 h 21 min 26 s |
| 2e | Alex Zülle             | Suisse     | Banesto            | + 4 s           |
| 3e | Kurt Van de Wouwer     | Belgique   | Lotto-Adecco       | + 7 s           |
| 4e | Jonathan Vaughters     | États-Unis | Crédit Agricole    | + 9 s           |
| 5e | Andrei Kivilev         | Kazakhstan | AG2R Prévoyance    | + 11 s          |
| 6e | Haimar Zubeldia        | Espagne    | Euskaltel-Euskadi  | + 14 s          |
| 7e | Ramón González Arrieta | Espagne    | Euskaltel-Euskadi  | + 40 s          |
| 8e | Peter Luttenberger     | Autriche   | ONCE-Deutsche Bank | + 1 min 00 s    |
| 9e | Christophe Moreau      | France     | Festina            | + 1 min 02 s    |
| 10e | Sébastien Demarbaix    | Belgique   | Lotto-Adecco       | + 1 min 04 s    |

| \| Classement général \| Classement général \| Classement général \| Classement général \| Classement général \| \| Coureur \| Coureur \| Pays \| Équipe \| Temps \| \| ------------------ \| ------------------ \| ------------------ \| ------------------ \| ------------------ \| \| 1er \| Haimar Zubeldia \| Espagne \| Euskaltel-Euskadi \| 14 h 57 min 22 s \| \| 2e \| Tyler Hamilton \| États-Unis \| US Postal Service \| + 3 s \| \| 3e \| Lance Armstrong \| États-Unis \| US Postal Service \| DQ \| \| 4e \| Alex Zülle \| Suisse \| Banesto \| + 1 min 10 s \| \| 5e \| Jonathan Vaughters \| États-Unis \| Crédit Agricole \| + 2 min 22 s \| \| 6e \| Christophe Moreau \| France \| Festina \| + 3 min 07 s \| \| 7e \| Kurt Van de Wouwer \| Belgique \| Lotto-Adecco \| + 3 min 25 s \| \| 8e \| Mikel Pradera \| Espagne \| Euskaltel-Euskadi \| + 3 min 57 s \| \| 9e \| Peter Luttenberger \| Autriche \| ONCE-Deutsche Bank \| + 4 min 01 s \| \| 10e \| Andrei Kivilev \| Kazakhstan \| AG2R Prévoyance \| + 4 min 23 s \| |                    |            |                    |                  |
| |                    |            |                    |                  |
| |                    |            |                    |                  |
| Classement général |                    |            |                    |                  |
| Coureur | Coureur            | Pays       | Équipe             | Temps            |
| 1er | Haimar Zubeldia    | Espagne    | Euskaltel-Euskadi  | 14 h 57 min 22 s |
| 2e | Tyler Hamilton     | États-Unis | US Postal Service  | + 3 s            |
| 3e | Lance Armstrong    | États-Unis | US Postal Service  | DQ               |
| 4e | Alex Zülle         | Suisse     | Banesto            | + 1 min 10 s     |
| 5e | Jonathan Vaughters | États-Unis | Crédit Agricole    | + 2 min 22 s     |
| 6e | Christophe Moreau  | France     | Festina            | + 3 min 07 s     |
| 7e | Kurt Van de Wouwer | Belgique   | Lotto-Adecco       | + 3 min 25 s     |
| 8e | Mikel Pradera      | Espagne    | Euskaltel-Euskadi  | + 3 min 57 s     |
| 9e | Peter Luttenberger | Autriche   | ONCE-Deutsche Bank | + 4 min 01 s     |
| 10e | Andrei Kivilev     | Kazakhstan | AG2R Prévoyance    | + 4 min 23 s     |

### 5eétape
La cinquième étape est tracée entre les villes de Beaumes-de-Venise dans le Vaucluse et celle de Digne-les-Bains et sur une distance de 201 kilomètres.
En début d'étape, c'est le Français Christophe Bassons (Jean Delatour) qui lance les hostilités et permet la création d'un groupe de 15 coureurs à l'avant. Après trois heures de courses, le groupe comporte encore dix coureurs qui sont l'Anglais David Millar (Cofidis-Le Crédit par Téléphone), les Français Stéphane Heulot (La Française des jeux) et David Delrieu (AG2R Prévoyance), l'Italien Giuseppe Di Grande (Festina), les Américains Bobby Julich (Crédit Agricole) et Kevin Livingston (US Postal Service), les Espagnols Ramón González Arrieta (Euskaltel-Euskadi) et José Vicente Garcia Acosta (Banesto), le Colombien Santiago Botero (Kelme-Costa Blanca) et le Belge Rik Verbrugghe (Lotto-Adecco). Après quatre heures de course, l'écart monte jusqu'à quatre minutes mais le peloton se rapproche dans la montée du Col de Corobin. Dans cette ascension, Heulot, Delrieu et Garcia Acosta s'isolent en tête.
Alors qu'ils sont rejoints par Julich un peu plus loin, la course se décante derrière et les deux coureurs de l'équipe US Postal Service, Lance Armstrong et Tyler Hamilton reviennent également sur la tête de course. Hamilton finit par remporter sa deuxième étape consécutive devant dans son leader dans le même temps et avant près de 50 secondes d'avance sur le reste du peloton des favoris réglé par Verbrugghe devant Patrice Halgand (Jean Delatour).
Vainqueur de l'étape, Tyler Hamilton fait coup double en s'emparant également de la tête du classement général avec 44 secondes d'avance sur l'ancien porteur du maillot jaune à barre bleue de leader, Haimar Zubeldia (Euskaltel-Euskadi). Lance Armstrong complète toujours le podium avec quatre secondes seulement de retard sur l'Espagnol. Hamilton prend également la tête du classement par points au détriment du Français Fabrice Gougot (Crédit Agricole) alors que Alex Zülle (Banesto) conserve son maillot de leader du classement de la montagne.
| \| Classement de l'étape \| Classement de l'étape \| Classement de l'étape \| Classement de l'étape \| Classement de l'étape \| \| Coureur \| Coureur \| Pays \| Équipe \| Temps \| \| --------------------- \| --------------------- \| --------------------- \| --------------------- \| --------------------- \| \| 1er \| Tyler Hamilton \| États-Unis \| US Postal Service \| 5 h 25 min 13 s \| \| 2e \| Lance Armstrong \| États-Unis \| US Postal Service \| DQ \| \| 3e \| Rik Verbrugghe \| Belgique \| Lotto-Adecco \| + 46 s \| \| 4e \| Patrice Halgand \| France \| Jean Delatour \| + 46 s \| \| 5e \| Christophe Moreau \| France \| Festina \| + 47 s \| \| 6e \| Laurent Jalabert \| France \| ONCE-Deutsche Bank \| + 47 s \| \| 7e \| Andrei Kivilev \| Kazakhstan \| AG2R Prévoyance \| + 47 s \| \| 8e \| Sébastien Demarbaix \| Belgique \| Lotto-Adecco \| + 47 s \| \| 9e \| Alex Zülle \| Suisse \| Banesto \| + 47 s \| \| 10e \| Peter Luttenberger \| Autriche \| ONCE-Deutsche Bank \| + 47 s \| |                     |            |                    |                 |
| |                     |            |                    |                 |
| |                     |            |                    |                 |
| Classement de l'étape |                     |            |                    |                 |
| Coureur | Coureur             | Pays       | Équipe             | Temps           |
| 1er | Tyler Hamilton      | États-Unis | US Postal Service  | 5 h 25 min 13 s |
| 2e | Lance Armstrong     | États-Unis | US Postal Service  | DQ              |
| 3e | Rik Verbrugghe      | Belgique   | Lotto-Adecco       | + 46 s          |
| 4e | Patrice Halgand     | France     | Jean Delatour      | + 46 s          |
| 5e | Christophe Moreau   | France     | Festina            | + 47 s          |
| 6e | Laurent Jalabert    | France     | ONCE-Deutsche Bank | + 47 s          |
| 7e | Andrei Kivilev      | Kazakhstan | AG2R Prévoyance    | + 47 s          |
| 8e | Sébastien Demarbaix | Belgique   | Lotto-Adecco       | + 47 s          |
| 9e | Alex Zülle          | Suisse     | Banesto            | + 47 s          |
| 10e | Peter Luttenberger  | Autriche   | ONCE-Deutsche Bank | + 47 s          |

| \| Classement général \| Classement général \| Classement général \| Classement général \| Classement général \| \| Coureur \| Coureur \| Pays \| Équipe \| Temps \| \| ------------------ \| ------------------ \| ------------------ \| ------------------ \| ------------------ \| \| 1er \| Tyler Hamilton \| États-Unis \| US Postal Service \| 20 h 22 min 38 s \| \| 2e \| Haimar Zubeldia \| Espagne \| Euskaltel-Euskadi \| + 44 s \| \| 3e \| Lance Armstrong \| États-Unis \| US Postal Service \| DQ \| \| 4e \| Alex Zülle \| Suisse \| Banesto \| + 1 min 54 s \| \| 5e \| Jonathan Vaughters \| États-Unis \| Crédit Agricole \| + 3 min 06 s \| \| 6e \| Christophe Moreau \| France \| Festina \| + 3 min 51 s \| \| 7e \| Mikel Pradera \| Espagne \| Euskaltel-Euskadi \| + 4 min 41 s \| \| 8e \| Peter Luttenberger \| Autriche \| ONCE-Deutsche Bank \| + 4 min 45 s \| \| 9e \| Kurt Van de Wouwer \| Belgique \| Lotto-Adecco \| + 4 min 50 s \| \| 10e \| Andrei Kivilev \| Kazakhstan \| AG2R Prévoyance \| + 5 min 07 s \| |                    |            |                    |                  |
| |                    |            |                    |                  |
| |                    |            |                    |                  |
| Classement général |                    |            |                    |                  |
| Coureur | Coureur            | Pays       | Équipe             | Temps            |
| 1er | Tyler Hamilton     | États-Unis | US Postal Service  | 20 h 22 min 38 s |
| 2e | Haimar Zubeldia    | Espagne    | Euskaltel-Euskadi  | + 44 s           |
| 3e | Lance Armstrong    | États-Unis | US Postal Service  | DQ               |
| 4e | Alex Zülle         | Suisse     | Banesto            | + 1 min 54 s     |
| 5e | Jonathan Vaughters | États-Unis | Crédit Agricole    | + 3 min 06 s     |
| 6e | Christophe Moreau  | France     | Festina            | + 3 min 51 s     |
| 7e | Mikel Pradera      | Espagne    | Euskaltel-Euskadi  | + 4 min 41 s     |
| 8e | Peter Luttenberger | Autriche   | ONCE-Deutsche Bank | + 4 min 45 s     |
| 9e | Kurt Van de Wouwer | Belgique   | Lotto-Adecco       | + 4 min 50 s     |
| 10e | Andrei Kivilev     | Kazakhstan | AG2R Prévoyance    | + 5 min 07 s     |

### 6eétape
La sixième étape de cette édition est une étape de transition tracée entre la ville de Digne-les-Bains dans les Alpes-de-Haute-Provence et celle de Briançon dans les Hautes-Alpes sur une distance de 218 kilomètres.
Membre de l'échappée matinale, l'Espagnol Inigo Cuesta (ONCE-Deutsche Bank) remporte l'étape avec notamment 19 secondes d'avance sur son compatriote Pablo Lastras (Banesto) et plus de trois minutes et trente secondes sur le Belge Rik Verbrugghe (Lotto-Adecco).
A l'arrière, le peloton des favoris termine de façon disloqué. Le leader du classement général l'Américain Tyler Hamilton (US Postal Service) perd 13 secondes sur son dauphin Haimar Zubeldia (Euskaltel-Euskadi) mais conserve tout de même le maillot jaune à barre bleue de leader. Lance Armstrong (US Postal) termine devant le leader et conserve également sa place sur podium toujours devant le Suisse Alex Zülle (Banesto).
| \| Classement de l'étape \| Classement de l'étape \| Classement de l'étape \| Classement de l'étape \| Classement de l'étape \| \| Coureur \| Coureur \| Pays \| Équipe \| Temps \| \| --------------------- \| ---------------------- \| --------------------- \| --------------------- \| --------------------- \| \| 1er \| Íñigo Cuesta \| Espagne \| ONCE-Deutsche Bank \| 6 h 22 min 40 s \| \| 2e \| Pablo Lastras \| Espagne \| Banesto \| + 19 s \| \| 3e \| Rik Verbrugghe \| Belgique \| Lotto-Adecco \| + 3 min 31 s \| \| 4e \| Mikel Pradera \| Espagne \| Euskaltel-Euskadi \| + 3 min 34 s \| \| 5e \| Joseba Beloki \| Espagne \| Festina \| + 3 min 43 s \| \| 6e \| Ramón González Arrieta \| Espagne \| Euskaltel-Euskadi \| + 3 min 52 s \| \| 7e \| Christophe Moreau \| France \| Festina \| + 4 min 04 s \| \| 8e \| Haimar Zubeldia \| Espagne \| Euskaltel-Euskadi \| + 4 min 06 s \| \| 9e \| Alex Zülle \| Suisse \| Banesto \| + 4 min 07 s \| \| 10e \| Lance Armstrong \| États-Unis \| US Postal Service \| DQ \| |                        |            |                    |                 |
| |                        |            |                    |                 |
| |                        |            |                    |                 |
| Classement de l'étape |                        |            |                    |                 |
| Coureur | Coureur                | Pays       | Équipe             | Temps           |
| 1er | Íñigo Cuesta           | Espagne    | ONCE-Deutsche Bank | 6 h 22 min 40 s |
| 2e | Pablo Lastras          | Espagne    | Banesto            | + 19 s          |
| 3e | Rik Verbrugghe         | Belgique   | Lotto-Adecco       | + 3 min 31 s    |
| 4e | Mikel Pradera          | Espagne    | Euskaltel-Euskadi  | + 3 min 34 s    |
| 5e | Joseba Beloki          | Espagne    | Festina            | + 3 min 43 s    |
| 6e | Ramón González Arrieta | Espagne    | Euskaltel-Euskadi  | + 3 min 52 s    |
| 7e | Christophe Moreau      | France     | Festina            | + 4 min 04 s    |
| 8e | Haimar Zubeldia        | Espagne    | Euskaltel-Euskadi  | + 4 min 06 s    |
| 9e | Alex Zülle             | Suisse     | Banesto            | + 4 min 07 s    |
| 10e | Lance Armstrong        | États-Unis | US Postal Service  | DQ              |

| \| Classement général \| Classement général \| Classement général \| Classement général \| Classement général \| \| Coureur \| Coureur \| Pays \| Équipe \| Temps \| \| ------------------ \| ---------------------- \| ------------------ \| ------------------ \| ------------------ \| \| 1er \| Tyler Hamilton \| États-Unis \| US Postal Service \| 26 h 49 min 37 s \| \| 2e \| Haimar Zubeldia \| Espagne \| Euskaltel-Euskadi \| + 31 s \| \| 3e \| Lance Armstrong \| États-Unis \| US Postal Service \| DQ \| \| 4e \| Alex Zülle \| Suisse \| Banesto \| + 1 min 42 s \| \| 5e \| Jonathan Vaughters \| États-Unis \| Crédit Agricole \| + 2 min 56 s \| \| 6e \| Christophe Moreau \| France \| Festina \| + 3 min 36 s \| \| 7e \| Mikel Pradera \| Espagne \| Euskaltel-Euskadi \| + 3 min 56 s \| \| 8e \| Peter Luttenberger \| Autriche \| ONCE-Deutsche Bank \| + 4 min 44 s \| \| 9e \| Andrei Kivilev \| Kazakhstan \| AG2R Prévoyance \| + 5 min 07 s \| \| 10e \| Ramón González Arrieta \| Espagne \| Euskaltel-Euskadi \| + 5 min 21 s \| |                        |            |                    |                  |
| |                        |            |                    |                  |
| |                        |            |                    |                  |
| Classement général |                        |            |                    |                  |
| Coureur | Coureur                | Pays       | Équipe             | Temps            |
| 1er | Tyler Hamilton         | États-Unis | US Postal Service  | 26 h 49 min 37 s |
| 2e | Haimar Zubeldia        | Espagne    | Euskaltel-Euskadi  | + 31 s           |
| 3e | Lance Armstrong        | États-Unis | US Postal Service  | DQ               |
| 4e | Alex Zülle             | Suisse     | Banesto            | + 1 min 42 s     |
| 5e | Jonathan Vaughters     | États-Unis | Crédit Agricole    | + 2 min 56 s     |
| 6e | Christophe Moreau      | France     | Festina            | + 3 min 36 s     |
| 7e | Mikel Pradera          | Espagne    | Euskaltel-Euskadi  | + 3 min 56 s     |
| 8e | Peter Luttenberger     | Autriche   | ONCE-Deutsche Bank | + 4 min 44 s     |
| 9e | Andrei Kivilev         | Kazakhstan | AG2R Prévoyance    | + 5 min 07 s     |
| 10e | Ramón González Arrieta | Espagne    | Euskaltel-Euskadi  | + 5 min 21 s     |

### 7eétape
La septième et dernière étape de cette édition est tracée entre la ville de Saint-Jean-de-Maurienne (Haute-Savoie) et celle de Sallanches (Savoie). Pour fêter les vingt ans de la victoire de Bernard Hinault lors des championnats du monde de cyclisme sur route en 1980, la fin de l'étape comporte quatre tours du circuit utilisé à l'époque.
Plusieurs coureurs se retrouvent à l'avant dès le début de la course avec notamment les Français Laurent Jalabert (ONCE-Deutsche-Bank), Christophe Oriol et Frédéric Bessy (Jean Delatour), Xavier Jan (La Française des jeux) et l'Espagnol José Vicente Garcia Acosta (Banesto). Dans l'avant dernier tour, Jalabert s'échappe et va remporter l'étape, sa première victoire sur une édition du Critérium du Dauphiné libéré.
Arrivé au sein du peloton, l'Américain Tyler Hamilton (US Postal Service remporte cette édition. Pas inquiété lors de cette dernière étape, il conserve donc son maillot jaune à barre bleue de leader du classement général toujours devant l'Espagnol Haimar Zubeldia (Euskaltel-Euskadi) et son compatriote et coéquipier Lance Armstrong.
| \| Classement de l'étape \| Classement de l'étape \| Classement de l'étape \| Classement de l'étape \| Classement de l'étape \| \| Coureur \| Coureur \| Pays \| Équipe \| Temps \| \| --------------------- \| -------------------------- \| --------------------- \| ------------------------------- \| --------------------- \| \| 1er \| Laurent Jalabert \| France \| ONCE-Deutsche Bank \| 3 h 29 min 48 s \| \| 2e \| Frédéric Bessy \| France \| Jean Delatour \| + 45 s \| \| 3e \| Xavier Jan \| France \| La Française des jeux \| + 45 s \| \| 4e \| Christophe Oriol \| France \| Jean Delatour \| + 1 min 20 s \| \| 5e \| José Vicente García Acosta \| Espagne \| Banesto \| + 1 min 20 s \| \| 6e \| Christophe Moreau \| France \| Festina \| + 2 min 42 s \| \| 7e \| David Millar \| Royaume-Uni \| Cofidis-Le Crédit par Téléphone \| + 2 min 42 s \| \| 8e \| Giuseppe Di Grande \| Italie \| Festina \| + 2 min 42 s \| \| 9e \| David Etxebarria \| Espagne \| ONCE-Deutsche Bank \| + 2 min 42 s \| \| 10e \| Patrice Halgand \| France \| Jean Delatour \| + 2 min 42 s \| |                            |             |                                 |                 |
| |                            |             |                                 |                 |
| |                            |             |                                 |                 |
| Classement de l'étape |                            |             |                                 |                 |
| Coureur | Coureur                    | Pays        | Équipe                          | Temps           |
| 1er | Laurent Jalabert           | France      | ONCE-Deutsche Bank              | 3 h 29 min 48 s |
| 2e | Frédéric Bessy             | France      | Jean Delatour                   | + 45 s          |
| 3e | Xavier Jan                 | France      | La Française des jeux           | + 45 s          |
| 4e | Christophe Oriol           | France      | Jean Delatour                   | + 1 min 20 s    |
| 5e | José Vicente García Acosta | Espagne     | Banesto                         | + 1 min 20 s    |
| 6e | Christophe Moreau          | France      | Festina                         | + 2 min 42 s    |
| 7e | David Millar               | Royaume-Uni | Cofidis-Le Crédit par Téléphone | + 2 min 42 s    |
| 8e | Giuseppe Di Grande         | Italie      | Festina                         | + 2 min 42 s    |
| 9e | David Etxebarria           | Espagne     | ONCE-Deutsche Bank              | + 2 min 42 s    |
| 10e | Patrice Halgand            | France      | Jean Delatour                   | + 2 min 42 s    |

## Classements

### Classement général
L'Américain Lance Armstrong est disqualifié en octobre 2012 pour plusieurs infractions à la réglementation antidopage.
| \| Classement général \| Classement général \| Classement général \| Classement général \| Classement général \| \| Coureur \| Coureur \| Pays \| Équipe \| Temps \| \| ------------------ \| ---------------------- \| ------------------ \| ------------------ \| ------------------ \| \| 1er \| Tyler Hamilton \| États-Unis \| US Postal Service \| 30 h 22 min 07 s \| \| 2e \| Haimar Zubeldia \| Espagne \| Euskaltel-Euskadi \| + 31 s \| \| 3e \| Lance Armstrong \| États-Unis \| US Postal Service \| DQ \| \| 4e \| Alex Zülle \| Suisse \| Banesto \| + 1 min 42 s \| \| 5e \| Jonathan Vaughters \| États-Unis \| Crédit Agricole \| + 2 min 56 s \| \| 6e \| Christophe Moreau \| France \| Festina \| + 3 min 36 s \| \| 7e \| Mikel Pradera \| Espagne \| Euskaltel-Euskadi \| + 3 min 56 s \| \| 8e \| Peter Luttenberger \| Autriche \| ONCE-Deutsche Bank \| + 4 min 44 s \| \| 9e \| Andrei Kivilev \| Kazakhstan \| AG2R Prévoyance \| + 5 min 07 s \| \| 10e \| Ramón González Arrieta \| Espagne \| Euskaltel-Euskadi \| + 5 min 21 s \| |                        |            |                    |                  |
| |                        |            |                    |                  |
| |                        |            |                    |                  |
| Classement général |                        |            |                    |                  |
| Coureur | Coureur                | Pays       | Équipe             | Temps            |
| 1er | Tyler Hamilton         | États-Unis | US Postal Service  | 30 h 22 min 07 s |
| 2e | Haimar Zubeldia        | Espagne    | Euskaltel-Euskadi  | + 31 s           |
| 3e | Lance Armstrong        | États-Unis | US Postal Service  | DQ               |
| 4e | Alex Zülle             | Suisse     | Banesto            | + 1 min 42 s     |
| 5e | Jonathan Vaughters     | États-Unis | Crédit Agricole    | + 2 min 56 s     |
| 6e | Christophe Moreau      | France     | Festina            | + 3 min 36 s     |
| 7e | Mikel Pradera          | Espagne    | Euskaltel-Euskadi  | + 3 min 56 s     |
| 8e | Peter Luttenberger     | Autriche   | ONCE-Deutsche Bank | + 4 min 44 s     |
| 9e | Andrei Kivilev         | Kazakhstan | AG2R Prévoyance    | + 5 min 07 s     |
| 10e | Ramón González Arrieta | Espagne    | Euskaltel-Euskadi  | + 5 min 21 s     |

### Classements annexes
| Classement par points | Classement par points | Classement par points | Classement par points           | Classement par points |
| Coureur               | Coureur               | Pays                  | Équipe                          | Points                |
| --------------------- | --------------------- | --------------------- | ------------------------------- | --------------------- |
| 1er                   | Íñigo Cuesta          | Espagne               | ONCE-Deutsche Bank              | 100 pts               |
| 2e                    | Pablo Lastras         | Espagne               | Banesto                         | 80 pts                |
| 3e                    | Xavier Jan            | France                | La Française des jeux           | 61 pts                |
| 4e                    | Lance Armstrong       | États-Unis            | US Postal Service               | DQ                    |
| 5e                    | Alex Zülle            | Suisse                | Banesto                         | 59 pts                |
| 6e                    | Tyler Hamilton        | États-Unis            | US Postal Service               | 58 pts                |
| 7e                    | Christophe Agnolutto  | France                | AG2R Prévoyance                 | 52 pts                |
| 8e                    | Haimar Zubeldia       | Espagne               | Euskaltel-Euskadi               | 52 pts                |
| 9e                    | Laurent Madouas       | France                | Festina                         | 48 pts                |
| 10e                   | Thierry Loder         | France                | Cofidis-Le Crédit par Téléphone | 46 pts                |

| Classement par points | Classement par points | Classement par points | Classement par points           | Classement par points |
| Coureur               | Coureur               | Pays                  | Équipe                          | Points                |
| --------------------- | --------------------- | --------------------- | ------------------------------- | --------------------- |
| 1er                   | Íñigo Cuesta          | Espagne               | ONCE-Deutsche Bank              | 100 pts               |
| 2e                    | Pablo Lastras         | Espagne               | Banesto                         | 80 pts                |
| 3e                    | Xavier Jan            | France                | La Française des jeux           | 61 pts                |
| 4e                    | Lance Armstrong       | États-Unis            | US Postal Service               | DQ                    |
| 5e                    | Alex Zülle            | Suisse                | Banesto                         | 59 pts                |
| 6e                    | Tyler Hamilton        | États-Unis            | US Postal Service               | 58 pts                |
| 7e                    | Christophe Agnolutto  | France                | AG2R Prévoyance                 | 52 pts                |
| 8e                    | Haimar Zubeldia       | Espagne               | Euskaltel-Euskadi               | 52 pts                |
| 9e                    | Laurent Madouas       | France                | Festina                         | 48 pts                |
| 10e                   | Thierry Loder         | France                | Cofidis-Le Crédit par Téléphone | 46 pts                |

| Classement de la montagne | Classement de la montagne | Classement de la montagne | Classement de la montagne       | Classement de la montagne |
| Coureur                   | Coureur                   | Pays                      | Équipe                          | Points                    |
| ------------------------- | ------------------------- | ------------------------- | ------------------------------- | ------------------------- |
| 1er                       | Tyler Hamilton            | États-Unis                | US Postal Service               | 65 pts                    |
| 2e                        | Lance Armstrong           | États-Unis                | US Postal Service               | DQ                        |
| 3e                        | Christophe Moreau         | France                    | Festina                         | 64 pts                    |
| 4e                        | Alex Zülle                | Suisse                    | Banesto                         | 52 pts                    |
| 5e                        | Haimar Zubeldia           | Espagne                   | Euskaltel-Euskadi               | 51 pts                    |
| 6e                        | Laurent Jalabert          | France                    | ONCE-Deutsche Bank              | 45 pts                    |
| 7e                        | David Millar              | Royaume-Uni               | Cofidis-Le Crédit par Téléphone | 34 pts                    |
| 8e                        | Patrice Halgand           | France                    | Jean Delatour                   | 33 pts                    |
| 9e                        | Joseba Beloki             | Espagne                   | Festina                         | 31 pts                    |
| 10e                       | Rik Verbrugghe            | Belgique                  | Lotto-Adecco                    | 30 pts                    |

| Classement de la montagne | Classement de la montagne | Classement de la montagne | Classement de la montagne       | Classement de la montagne |
| Coureur                   | Coureur                   | Pays                      | Équipe                          | Points                    |
| ------------------------- | ------------------------- | ------------------------- | ------------------------------- | ------------------------- |
| 1er                       | Tyler Hamilton            | États-Unis                | US Postal Service               | 65 pts                    |
| 2e                        | Lance Armstrong           | États-Unis                | US Postal Service               | DQ                        |
| 3e                        | Christophe Moreau         | France                    | Festina                         | 64 pts                    |
| 4e                        | Alex Zülle                | Suisse                    | Banesto                         | 52 pts                    |
| 5e                        | Haimar Zubeldia           | Espagne                   | Euskaltel-Euskadi               | 51 pts                    |
| 6e                        | Laurent Jalabert          | France                    | ONCE-Deutsche Bank              | 45 pts                    |
| 7e                        | David Millar              | Royaume-Uni               | Cofidis-Le Crédit par Téléphone | 34 pts                    |
| 8e                        | Patrice Halgand           | France                    | Jean Delatour                   | 33 pts                    |
| 9e                        | Joseba Beloki             | Espagne                   | Festina                         | 31 pts                    |
| 10e                       | Rik Verbrugghe            | Belgique                  | Lotto-Adecco                    | 30 pts                    |

| Classement du combiné | Classement du combiné  | Classement du combiné | Classement du combiné | Classement du combiné |
| Coureur               | Coureur                | Pays                  | Équipe                | Points                |
| --------------------- | ---------------------- | --------------------- | --------------------- | --------------------- |
| 1er                   | Tyler Hamilton         | États-Unis            | US Postal Service     | 8 pts                 |
| 2e                    | Lance Armstrong        | États-Unis            | US Postal Service     | DQ                    |
| 3e                    | Alex Zülle             | Suisse                | Banesto               | 13 pts                |
| 4e                    | Haimar Zubeldia        | Espagne               | Euskaltel-Euskadi     | 15 pts                |
| 5e                    | Laurent Jalabert       | France                | ONCE-Deutsche Bank    | 31 pts                |
| 6e                    | Jonathan Vaughters     | États-Unis            | Crédit Agricole       | 33 pts                |
| 7e                    | Christophe Moreau      | France                | Festina               | 34 pts                |
| 8e                    | Andrei Kivilev         | Kazakhstan            | AG2R Prévoyance       | 34 pts                |
| 9e                    | Ramón González Arrieta | Espagne               | Euskaltel-Euskadi     | 37 pts                |
| 10e                   | Mikel Pradera          | Espagne               | Euskaltel-Euskadi     | 41 pts                |

| Classement du combiné | Classement du combiné  | Classement du combiné | Classement du combiné | Classement du combiné |
| Coureur               | Coureur                | Pays                  | Équipe                | Points                |
| --------------------- | ---------------------- | --------------------- | --------------------- | --------------------- |
| 1er                   | Tyler Hamilton         | États-Unis            | US Postal Service     | 8 pts                 |
| 2e                    | Lance Armstrong        | États-Unis            | US Postal Service     | DQ                    |
| 3e                    | Alex Zülle             | Suisse                | Banesto               | 13 pts                |
| 4e                    | Haimar Zubeldia        | Espagne               | Euskaltel-Euskadi     | 15 pts                |
| 5e                    | Laurent Jalabert       | France                | ONCE-Deutsche Bank    | 31 pts                |
| 6e                    | Jonathan Vaughters     | États-Unis            | Crédit Agricole       | 33 pts                |
| 7e                    | Christophe Moreau      | France                | Festina               | 34 pts                |
| 8e                    | Andrei Kivilev         | Kazakhstan            | AG2R Prévoyance       | 34 pts                |
| 9e                    | Ramón González Arrieta | Espagne               | Euskaltel-Euskadi     | 37 pts                |
| 10e                   | Mikel Pradera          | Espagne               | Euskaltel-Euskadi     | 41 pts                |

| Classement par équipes | Classement par équipes | Classement par équipes | Classement par équipes |
| Équipe                 | Équipe                 | Pays                   | Temps                  |
| ---------------------- | ---------------------- | ---------------------- | ---------------------- |

| Classement par équipes | Classement par équipes | Classement par équipes | Classement par équipes |
| Équipe                 | Équipe                 | Pays                   | Temps                  |
| ---------------------- | ---------------------- | ---------------------- | ---------------------- |

## Évolution des classements
| Étape              | Vainqueur               | Classement général      | Classement par points   | Classement de la montagne | Classement du combiné   | Classement par équipes |
| ------------------ | ----------------------- | ----------------------- | ----------------------- | ------------------------- | ----------------------- | ---------------------- |
| Prologue           | Alberto López de Munain | Alberto López de Munain | Alberto López de Munain | Alberto López de Munain   | Alberto López de Munain | ??                     |
| 1                  | Frédéric Guesdon        | Alberto López de Munain | Frédéric Guesdon        | Alberto López de Munain   | Alberto López de Munain | ??                     |
| 2                  | Fabrice Gougot          | Alberto López de Munain | Fabrice Gougot          | Fabrice Gougot            | Alberto López de Munain | ??                     |
| 3                  | Lance Armstrong         | Lance Armstrong         | Fabrice Gougot          | Fabrice Gougot            | ??                      | ??                     |
| 4                  | Tyler Hamilton          | Haimar Zubeldia         | Fabrice Gougot          | Alex Zülle                | ??                      | ??                     |
| 5                  | Tyler Hamilton          | Tyler Hamilton          | Tyler Hamilton          | Alex Zülle                | ??                      | ??                     |
| 6                  | Inigo Cuesta            | Tyler Hamilton          | Inigo Cuesta            | Lance Armstrong           | ??                      | ??                     |
| 7                  | Laurent Jalabert        | Tyler Hamilton          | Inigo Cuesta            | Tyler Hamilton            | ??                      | ??                     |
| Classements finals | Classements finals      | Tyler Hamilton          | Inigo Cuesta            | Tyler Hamilton            | ??                      | ??                     |

## Liste des participants
| ONCE-Deutsche Bank ONC | ONCE-Deutsche Bank ONC   | ONCE-Deutsche Bank ONC |
| ---------------------- | ------------------------ | ---------------------- |
| Num                    | Coureur                  | Pos                    |
| 1                      | Laurent Jalabert (FRA)   | 12e                    |
| 2                      | Íñigo Cuesta (ESP)       | 30e                    |
| 3                      | David Etxebarria (ESP)   | 29e                    |
| 4                      | Peter Luttenberger (AUT) | 8e                     |
| 5                      | Abraham Olano (ESP)      | 18e                    |
| 6                      | Miguel Ángel Peña (ESP)  | 40e                    |
| 7                      | Carlos Sastre (ESP)      | 44e                    |
| 8                      | Mikel Zarrabeitia (ESP)  | 26e                    |

| US Postal Service USP | US Postal Service USP    | US Postal Service USP |
| --------------------- | ------------------------ | --------------------- |
| Num                   | Coureur                  | Pos                   |
| 11                    | Lance Armstrong (USA)    | 3e                    |
| 12                    | Jamie Burrow (GBR)       | AB                    |
| 13                    | Viatcheslav Ekimov (RUS) | AB-7                  |
| 14                    | Tyler Hamilton (USA)     | 1er                   |
| 15                    | Patrick Jonker (AUS)     | AB-7                  |
| 16                    | Kevin Livingston (USA)   | 59e                   |
| 17                    | Cédric Vasseur (FRA)     | 55e                   |
| 18                    | Stive Vermaut (BEL)      | AB-7                  |

| Festina FES | Festina FES              | Festina FES |
| ----------- | ------------------------ | ----------- |
| Num         | Coureur                  | Pos         |
| 21          | Joseba Beloki (ESP)      | 24e         |
| 22          | Florent Brard (FRA)      | 42e         |
| 23          | Andy Flickinger (FRA)    | 39e         |
| 24          | Giuseppe Di Grande (ITA) | AB-6        |
| 25          | Fabian Jeker (SUI)       | 21e         |
| 26          | Pascal Lino (FRA)        | 37e         |
| 27          | Laurent Madouas (FRA)    | 27e         |
| 28          | Christophe Moreau (FRA)  | 6e          |

| Euskaltel-Euskadi EUS | Euskaltel-Euskadi EUS         | Euskaltel-Euskadi EUS |
| --------------------- | ----------------------------- | --------------------- |
| Num                   | Coureur                       | Pos                   |
| 31                    | Ángel Castresana (ESP)        |                       |
| 32                    | Íñigo Chaurreau (ESP)         |                       |
| 33                    | Bingen Fernández (ESP)        | 63e                   |
| 34                    | Iker Flores (ESP)             | AB-7                  |
| 35                    | Ramón González Arrieta (ESP)  | 10e                   |
| 36                    | Alberto López de Munain (ESP) | 28e                   |
| 37                    | Mikel Pradera (ESP)           | 7e                    |
| 38                    | Haimar Zubeldia (ESP)         | 2e                    |

| La Française des jeux FDJ | La Française des jeux FDJ | La Française des jeux FDJ |
| ------------------------- | ------------------------- | ------------------------- |
| Num                       | Coureur                   | Pos                       |
| 41                        | Stéphane Heulot (FRA)     | AB-6                      |
| 42                        | Sandy Casar (FRA)         |                           |
| 43                        | Nicolas Fritsch (FRA)     | 22e                       |
| 44                        | Frédéric Guesdon (FRA)    | AB-7                      |
| 45                        | Xavier Jan (FRA)          | 19e                       |
| 46                        | Christophe Mengin (FRA)   |                           |
| 47                        | Jean-Patrick Nazon (FRA)  |                           |
| 48                        | Cyril Saugrain (FRA)      | 65e                       |

| Banesto BAN | Banesto BAN                      | Banesto BAN |
| ----------- | -------------------------------- | ----------- |
| Num         | Coureur                          | Pos         |
| 51          | Alex Zülle (SUI)                 | 4e          |
| 52          | José Luis Arrieta (ESP)          |             |
| 53          | José Vicente García Acosta (ESP) | 45e         |
| 54          | Aitor Garmendia (ESP)            |             |
| 55          | José María Jiménez (ESP)         | AB-5        |
| 56          | David Navas (ESP)                | 62e         |
| 57          | Jon Odriozola (ESP)              |             |
| 58          | César Solaun (ESP)               | 43e         |

| Crédit Agricole C.A | Crédit Agricole C.A      | Crédit Agricole C.A |
| ------------------- | ------------------------ | ------------------- |
| Num                 | Coureur                  | Pos                 |
| 61                  | Bobby Julich (USA)       | 25e                 |
| 62                  | Fabrice Gougot (FRA)     | AB-7                |
| 63                  | Sébastien Hinault (FRA)  | AB-5                |
| 64                  | Thor Hushovd (NOR)       |                     |
| 65                  | Christopher Jenner (NZL) | 56e                 |
| 66                  | Anthony Morin (FRA)      | 34e                 |
| 67                  | Jonathan Vaughters (USA) | 5e                  |
| 68                  | Jens Voigt (GER)         | AB-6                |

| Lotto-Adecco LOT | Lotto-Adecco LOT          | Lotto-Adecco LOT |
| ---------------- | ------------------------- | ---------------- |
| Num              | Coureur                   | Pos              |
| 71               | Mario Aerts (BEL)         |                  |
| 72               | Serge Baguet (BEL)        |                  |
| 73               | Sébastien Demarbaix (BEL) | 16e              |
| 74               | Kurt Van de Wouwer (BEL)  | 11e              |
| 75               | Kurt Van Lancker (BEL)    | AB-7             |
| 76               | Rik Verbrugghe (BEL)      | 13e              |
| 77               | Geert Verheyen (BEL)      | 41e              |
| 78               | Peter Wuyts (BEL)         |                  |

| BigMat-Auber 93 BIG | BigMat-Auber 93 BIG       | BigMat-Auber 93 BIG |
| ------------------- | ------------------------- | ------------------- |
| Num                 | Coureur                   | Pos                 |
| 81                  | Thierry Bourguignon (FRA) | AB-7                |
| 82                  | Ludovic Auger (FRA)       |                     |
| 83                  | Christophe Capelle (FRA)  | AB-6                |
| 84                  | Thierry Gouvenou (FRA)    | AB-5                |
| 85                  | Lylian Lebreton (FRA)     | 54e                 |
| 86                  | Denis Leproux (FRA)       | 54e                 |
| 87                  | Dominique Rault (FRA)     | 35e                 |
| 88                  | Alexei Sivakov (RUS)      | AB-5                |

| Cofidis-Le Crédit par Téléphone COF | Cofidis-Le Crédit par Téléphone COF | Cofidis-Le Crédit par Téléphone COF |
| ----------------------------------- | ----------------------------------- | ----------------------------------- |
| Num                                 | Coureur                             | Pos                                 |
| 91                                  | David Moncoutié (FRA)               | AB-6                                |
| 92                                  | Laurent Desbiens (FRA)              | AB-7                                |
| 93                                  | Philippe Gaumont (FRA)              |                                     |
| 94                                  | Claude Lamour (FRA)                 | AB-7                                |
| 95                                  | David Lefèvre (FRA)                 | AB-6                                |
| 96                                  | Laurent Lefèvre (FRA)               | AB-6                                |
| 97                                  | David Millar (GBR)                  | 38e                                 |
| 98                                  | Francis Moreau (FRA)                |                                     |

| AG2R Prévoyance A2R | AG2R Prévoyance A2R        | AG2R Prévoyance A2R |
| ------------------- | -------------------------- | ------------------- |
| Num                 | Coureur                    | Pos                 |
| 101                 | Benoît Salmon (FRA)        | AB-3                |
| 102                 | Christophe Agnolutto (FRA) | 33e                 |
| 103                 | Philippe Bordenave (FRA)   |                     |
| 104                 | Alexandre Botcharov (RUS)  | 36e                 |
| 105                 | Pascal Chanteur (FRA)      | AB-6                |
| 106                 | David Delrieu (FRA)        | 20e                 |
| 107                 | Artūras Kasputis (LTU)     | AB-6                |
| 108                 | Andrei Kivilev (KAZ)       | 9e                  |

| Bonjour-Toupargel BJT | Bonjour-Toupargel BJT  | Bonjour-Toupargel BJT |
| --------------------- | ---------------------- | --------------------- |
| Num                   | Coureur                | Pos                   |
| 111                   | François Simon (FRA)   |                       |
| 112                   | Franck Bouyer (FRA)    |                       |
| 113                   | Pascal Deramé (FRA)    |                       |
| 114                   | Damien Nazon (FRA)     |                       |
| 115                   | Mickaël Pichon (FRA)   | 52e                   |
| 116                   | Franck Renier (FRA)    | 53e                   |
| 117                   | Jean-Cyril Robin (FRA) | 14e                   |
| 118                   | Didier Rous (FRA)      | AB-6                  |

| Jean Delatour DEL | Jean Delatour DEL         | Jean Delatour DEL |
| ----------------- | ------------------------- | ----------------- |
| Num               | Coureur                   | Pos               |
| 121               | Laurent Brochard (FRA)    | AB-6              |
| 122               | Christophe Bassons (FRA)  | 49e               |
| 123               | Frédéric Bessy (FRA)      | 23e               |
| 124               | Gilles Bouvard (FRA)      | 48e               |
| 125               | Patrice Halgand (FRA)     | 15e               |
| 126               | Christophe Oriol (FRA)    | 64e               |
| 127               | Eddy Seigneur (FRA)       | AB-6              |
| 128               | Francisque Teyssier (FRA) | AB-7              |

| Kelme-Costa Blanca KEL | Kelme-Costa Blanca KEL         | Kelme-Costa Blanca KEL |
| ---------------------- | ------------------------------ | ---------------------- |
| Num                    | Coureur                        | Pos                    |
| 131                    | Javier Pascual Rodríguez (ESP) | AB-5                   |
| 132                    | Santiago Botero (COL)          | 17e                    |
| 133                    | Carlos Alberto Contreras (COL) |                        |
| 134                    | Rubén Galván (ESP)             | AB-7                   |
| 135                    | Aitor González (ESP)           | AB-3                   |
| 136                    | Francisco León Mane (ESP)      | AB-7                   |
| 137                    | Jesús Manzano (ESP)            | 50e                    |
| 138                    | Javier Otxoa (ESP)             | AB-5                   |

| ONCE-Deutsche Bank ONC | ONCE-Deutsche Bank ONC   | ONCE-Deutsche Bank ONC |
| ---------------------- | ------------------------ | ---------------------- |
| Num                    | Coureur                  | Pos                    |
| 1                      | Laurent Jalabert (FRA)   | 12e                    |
| 2                      | Íñigo Cuesta (ESP)       | 30e                    |
| 3                      | David Etxebarria (ESP)   | 29e                    |
| 4                      | Peter Luttenberger (AUT) | 8e                     |
| 5                      | Abraham Olano (ESP)      | 18e                    |
| 6                      | Miguel Ángel Peña (ESP)  | 40e                    |
| 7                      | Carlos Sastre (ESP)      | 44e                    |
| 8                      | Mikel Zarrabeitia (ESP)  | 26e                    |

| US Postal Service USP | US Postal Service USP    | US Postal Service USP |
| --------------------- | ------------------------ | --------------------- |
| Num                   | Coureur                  | Pos                   |
| 11                    | Lance Armstrong (USA)    | 3e                    |
| 12                    | Jamie Burrow (GBR)       | AB                    |
| 13                    | Viatcheslav Ekimov (RUS) | AB-7                  |
| 14                    | Tyler Hamilton (USA)     | 1er                   |
| 15                    | Patrick Jonker (AUS)     | AB-7                  |
| 16                    | Kevin Livingston (USA)   | 59e                   |
| 17                    | Cédric Vasseur (FRA)     | 55e                   |
| 18                    | Stive Vermaut (BEL)      | AB-7                  |

| Festina FES | Festina FES              | Festina FES |
| ----------- | ------------------------ | ----------- |
| Num         | Coureur                  | Pos         |
| 21          | Joseba Beloki (ESP)      | 24e         |
| 22          | Florent Brard (FRA)      | 42e         |
| 23          | Andy Flickinger (FRA)    | 39e         |
| 24          | Giuseppe Di Grande (ITA) | AB-6        |
| 25          | Fabian Jeker (SUI)       | 21e         |
| 26          | Pascal Lino (FRA)        | 37e         |
| 27          | Laurent Madouas (FRA)    | 27e         |
| 28          | Christophe Moreau (FRA)  | 6e          |

| Euskaltel-Euskadi EUS | Euskaltel-Euskadi EUS         | Euskaltel-Euskadi EUS |
| --------------------- | ----------------------------- | --------------------- |
| Num                   | Coureur                       | Pos                   |
| 31                    | Ángel Castresana (ESP)        |                       |
| 32                    | Íñigo Chaurreau (ESP)         |                       |
| 33                    | Bingen Fernández (ESP)        | 63e                   |
| 34                    | Iker Flores (ESP)             | AB-7                  |
| 35                    | Ramón González Arrieta (ESP)  | 10e                   |
| 36                    | Alberto López de Munain (ESP) | 28e                   |
| 37                    | Mikel Pradera (ESP)           | 7e                    |
| 38                    | Haimar Zubeldia (ESP)         | 2e                    |

| La Française des jeux FDJ | La Française des jeux FDJ | La Française des jeux FDJ |
| ------------------------- | ------------------------- | ------------------------- |
| Num                       | Coureur                   | Pos                       |
| 41                        | Stéphane Heulot (FRA)     | AB-6                      |
| 42                        | Sandy Casar (FRA)         |                           |
| 43                        | Nicolas Fritsch (FRA)     | 22e                       |
| 44                        | Frédéric Guesdon (FRA)    | AB-7                      |
| 45                        | Xavier Jan (FRA)          | 19e                       |
| 46                        | Christophe Mengin (FRA)   |                           |
| 47                        | Jean-Patrick Nazon (FRA)  |                           |
| 48                        | Cyril Saugrain (FRA)      | 65e                       |

| Banesto BAN | Banesto BAN                      | Banesto BAN |
| ----------- | -------------------------------- | ----------- |
| Num         | Coureur                          | Pos         |
| 51          | Alex Zülle (SUI)                 | 4e          |
| 52          | José Luis Arrieta (ESP)          |             |
| 53          | José Vicente García Acosta (ESP) | 45e         |
| 54          | Aitor Garmendia (ESP)            |             |
| 55          | José María Jiménez (ESP)         | AB-5        |
| 56          | David Navas (ESP)                | 62e         |
| 57          | Jon Odriozola (ESP)              |             |
| 58          | César Solaun (ESP)               | 43e         |

| Crédit Agricole C.A | Crédit Agricole C.A      | Crédit Agricole C.A |
| ------------------- | ------------------------ | ------------------- |
| Num                 | Coureur                  | Pos                 |
| 61                  | Bobby Julich (USA)       | 25e                 |
| 62                  | Fabrice Gougot (FRA)     | AB-7                |
| 63                  | Sébastien Hinault (FRA)  | AB-5                |
| 64                  | Thor Hushovd (NOR)       |                     |
| 65                  | Christopher Jenner (NZL) | 56e                 |
| 66                  | Anthony Morin (FRA)      | 34e                 |
| 67                  | Jonathan Vaughters (USA) | 5e                  |
| 68                  | Jens Voigt (GER)         | AB-6                |

| Lotto-Adecco LOT | Lotto-Adecco LOT          | Lotto-Adecco LOT |
| ---------------- | ------------------------- | ---------------- |
| Num              | Coureur                   | Pos              |
| 71               | Mario Aerts (BEL)         |                  |
| 72               | Serge Baguet (BEL)        |                  |
| 73               | Sébastien Demarbaix (BEL) | 16e              |
| 74               | Kurt Van de Wouwer (BEL)  | 11e              |
| 75               | Kurt Van Lancker (BEL)    | AB-7             |
| 76               | Rik Verbrugghe (BEL)      | 13e              |
| 77               | Geert Verheyen (BEL)      | 41e              |
| 78               | Peter Wuyts (BEL)         |                  |

| BigMat-Auber 93 BIG | BigMat-Auber 93 BIG       | BigMat-Auber 93 BIG |
| ------------------- | ------------------------- | ------------------- |
| Num                 | Coureur                   | Pos                 |
| 81                  | Thierry Bourguignon (FRA) | AB-7                |
| 82                  | Ludovic Auger (FRA)       |                     |
| 83                  | Christophe Capelle (FRA)  | AB-6                |
| 84                  | Thierry Gouvenou (FRA)    | AB-5                |
| 85                  | Lylian Lebreton (FRA)     | 54e                 |
| 86                  | Denis Leproux (FRA)       | 54e                 |
| 87                  | Dominique Rault (FRA)     | 35e                 |
| 88                  | Alexei Sivakov (RUS)      | AB-5                |

| Cofidis-Le Crédit par Téléphone COF | Cofidis-Le Crédit par Téléphone COF | Cofidis-Le Crédit par Téléphone COF |
| ----------------------------------- | ----------------------------------- | ----------------------------------- |
| Num                                 | Coureur                             | Pos                                 |
| 91                                  | David Moncoutié (FRA)               | AB-6                                |
| 92                                  | Laurent Desbiens (FRA)              | AB-7                                |
| 93                                  | Philippe Gaumont (FRA)              |                                     |
| 94                                  | Claude Lamour (FRA)                 | AB-7                                |
| 95                                  | David Lefèvre (FRA)                 | AB-6                                |
| 96                                  | Laurent Lefèvre (FRA)               | AB-6                                |
| 97                                  | David Millar (GBR)                  | 38e                                 |
| 98                                  | Francis Moreau (FRA)                |                                     |

| AG2R Prévoyance A2R | AG2R Prévoyance A2R        | AG2R Prévoyance A2R |
| ------------------- | -------------------------- | ------------------- |
| Num                 | Coureur                    | Pos                 |
| 101                 | Benoît Salmon (FRA)        | AB-3                |
| 102                 | Christophe Agnolutto (FRA) | 33e                 |
| 103                 | Philippe Bordenave (FRA)   |                     |
| 104                 | Alexandre Botcharov (RUS)  | 36e                 |
| 105                 | Pascal Chanteur (FRA)      | AB-6                |
| 106                 | David Delrieu (FRA)        | 20e                 |
| 107                 | Artūras Kasputis (LTU)     | AB-6                |
| 108                 | Andrei Kivilev (KAZ)       | 9e                  |

| Bonjour-Toupargel BJT | Bonjour-Toupargel BJT  | Bonjour-Toupargel BJT |
| --------------------- | ---------------------- | --------------------- |
| Num                   | Coureur                | Pos                   |
| 111                   | François Simon (FRA)   |                       |
| 112                   | Franck Bouyer (FRA)    |                       |
| 113                   | Pascal Deramé (FRA)    |                       |
| 114                   | Damien Nazon (FRA)     |                       |
| 115                   | Mickaël Pichon (FRA)   | 52e                   |
| 116                   | Franck Renier (FRA)    | 53e                   |
| 117                   | Jean-Cyril Robin (FRA) | 14e                   |
| 118                   | Didier Rous (FRA)      | AB-6                  |

| Jean Delatour DEL | Jean Delatour DEL         | Jean Delatour DEL |
| ----------------- | ------------------------- | ----------------- |
| Num               | Coureur                   | Pos               |
| 121               | Laurent Brochard (FRA)    | AB-6              |
| 122               | Christophe Bassons (FRA)  | 49e               |
| 123               | Frédéric Bessy (FRA)      | 23e               |
| 124               | Gilles Bouvard (FRA)      | 48e               |
| 125               | Patrice Halgand (FRA)     | 15e               |
| 126               | Christophe Oriol (FRA)    | 64e               |
| 127               | Eddy Seigneur (FRA)       | AB-6              |
| 128               | Francisque Teyssier (FRA) | AB-7              |

| Kelme-Costa Blanca KEL | Kelme-Costa Blanca KEL         | Kelme-Costa Blanca KEL |
| ---------------------- | ------------------------------ | ---------------------- |
| Num                    | Coureur                        | Pos                    |
| 131                    | Javier Pascual Rodríguez (ESP) | AB-5                   |
| 132                    | Santiago Botero (COL)          | 17e                    |
| 133                    | Carlos Alberto Contreras (COL) |                        |
| 134                    | Rubén Galván (ESP)             | AB-7                   |
| 135                    | Aitor González (ESP)           | AB-3                   |
| 136                    | Francisco León Mane (ESP)      | AB-7                   |
| 137                    | Jesús Manzano (ESP)            | 50e                    |
| 138                    | Javier Otxoa (ESP)             | AB-5                   |